# وسلی نگو باهنگ
وسلی نگو باهنگ (انگلیسی: Wesley Ngo Baheng؛ زادهٔ ۲۳ سپتامبر ۱۹۸۹) بازیکن فوتبال اهل فرانسه است.
از باشگاه‌هایی که در آن بازی کرده‌است می‌توان به باشگاه فوتبال آلدرشات تاون، باشگاه فوتبال هرفورد یونایتد، و باشگاه فوتبال نیوکاسل یونایتد اشاره کرد.